# Lights Out (album Lila Wayne’a)
Lights Out – drugi solowy album rapera pochodzącego z Nowego Orleanu – Lila Wayne’a. Album został wydany w 2000 roku przez Cash Money Records. Singlami promującymi płyty były utwory: „Get Off The Corner”, „Everything”, „Shine”. 

## Lista utworów
1. „Watch Them People” (Intro) – 0:33
2. „Get off the Corner” – 4:45
3. „On the Grind” – 3:51
4. „Hit U Up” (feat. The Hot Boys) – 5:11
5. „Everything” – 4:42
6. „F**K Wit Me Now” – 4:33
7. „Lil One” (feat. Big Tymers) – 3:11
8. „Break Me Off” (feat. Big Tymers) – 4:25
9. „Skit” – 0:42
10. „Wish You Would' – 4:14
11. „Grown Man” – 4:33
12. „Shine” (feat. The Hot Boys, Mikkey and Mack 10) – 5:04
13. „Jump Jiggy” – 4:13
14. „Realized” – 4:24
15. „Tha Blues” – 4:00
16. „Let's Go” (feat. Big Tymers) – 4:22
17. „Biznite” – 4:22
18. „Act a A**” (feat. B.G.) – 4:44
19. „BEEF" – 4:24